# Пинджур
Пинджур (на сръбски: пинђур, Pinđur, на босненски: Pinđur, на македонска литературна норма: пинџур) е хранителен продукт, подправена зеленчукова салата (паста, сос, пюре), която се приготвя от ситно нарязани печени чушки, печен патладжан и домати – вариация на кьоополу. Използва се като салата, предястие, гарнитура към месни блюда или като паста за сандвичи. Има различни разновидности, като най-често срещаните са пържен и печен.